# Pirtti-Valama
Pirtti-Valama är en sjö i kommunen Lieksa i landskapet Norra Karelen i Finland. Den är 8,7 meter djup. Arean är 45 hektar och strandlinjen är 4,19 kilometer lång. Sjön  ingår i Vuoksens huvudavrinningsområde.   Den ligger omkring 120 kilometer norr om Joensuu och omkring 470 kilometer nordöst om Helsingfors. 